# Okres Bratislava I
Der Okres Bratislava I ist der zentrale Bezirk von Bratislava, der Hauptstadt der Slowakei im äußersten Westen des Landes. Er besteht im Wesentlichen aus Staré Mesto, der Altstadt, früher das alleinige Stadtgebiet, und unmittelbar angrenzenden Stadtteilen. Der Bezirk weist 41.255 Einwohner (2007) und eine Fläche von 10 km² auf.   
Das historische Bratislava liegt am linken Donauufer und ist dort von den später eingemeindeten Bezirken Bratislava II, Bratislava III und Bratislava IV umgeben, auf dem rechten Donauufer grenzt der Bezirk Bratislava V an.

## Bevölkerung
| Jahr                | 1994   | 2004     | 2014    | 2024     |
| ------------------- | ------ | -------- | ------- | -------- |
| Anzahl der Personen | 48.036 | 42.858   | 38.988  | 47.635   |
| Unterschied         |        | −10,77 % | −9,02 % | +22,17 % |

| Jahr                | 2023   | 2024    |
| ------------------- | ------ | ------- |
| Anzahl der Personen | 47.375 | 47.635  |
| Unterschied         |        | +0,54 % |